# Afyon Belediye Yüntaş Gençlik ve Spor Kulübü
L'Afyon Belediye Yüntaş Gençlik ve Spor Kulübü è una società pallavolistica turca, con sede ad Afyonkarahisar: milita nel campionato turco di Voleybol 1. Ligi.

## Storia
L'Afyonkarahisar Belediye Gençlik ve Spor Kulübü viene fondato nel 2013, all'interno dell'omonima società polisportiva. Il club si iscrive in Voleybol 3. Ligi e conquista subito la promozione in Voleybol 2. Ligi. Rimane nella divisione cadetta del campionato turco per due annate, nel corso delle quali cambia denominazione in Afyon Belediye Gençlik ve Spor Kulübü e raggiunge la promozione in Efeler Ligi.
Nel 2016 il club si rende indipendente rispetto all'altro ramo della polisportiva, cambiando denominazione in Afyon Belediye Yüntaş Gençlik ve Spor Kulübü. Debutta nella massima divisione turca nella stagione 2016-17, chiudendo in nona posizione dopo i play-out e partecipando per la prima volta alla Coppa di Turchia. Nella stagione seguente conquista il primo accesso ai play-off scudetto della propria storia, chiudendo però in ottava posizione, dopo l'eliminazione ai quarti di finale.
Retrocesso in al termine del campionato 2018-19, resta in serie cadetta per una sola annata, venendo ripescato in Efeler Ligi dopo l'impossibilità di disputare le finali play-off promozione a causa della pandemia da Covid-19 in Turchia: nel 2022, dopo due annate, retrocede nuovamente in serie cadetta.

## Denominazioni precedenti
- 2013-2015: Afyonkarahisar Belediye Gençlik ve Spor Kulübü
- 2015-2016: Afyon Belediye Gençlik ve Spor Kulübü